# Xaver Mayer (Manager)
Xaver Mayer (* 20. April 1881 in Gunzenhausen; † 11. Juli 1942 in Bad Tölz) war ein deutscher Maschinenbauingenieur, Manager der Energiewirtschaft und Kommunalpolitiker.

## Leben
Xaver Mayer besuchte die Oberrealschule in Nürnberg. Nach dem Abitur studierte er Maschinenbau an der Technischen Universität München und wurde Mitglied des Corps Guestphalia München. Nach dem Diplom-Examen war er von 1904 bis 1908 bei Felten & Guilleaume Lohmeyer-Werke tätig. 1908 wechselte er als Betriebsdirigent zur Kaiserlichen Werft Wilhelmshaven. 1911 erhielt er die Stelle des bauleitenden Ingenieurs der neu gegründeten Kraftwerk Stettin GmbH. Im folgenden Jahr wurde er Direktor und Geschäftsführer der Gesellschaft, die 1922 in eine Aktiengesellschaft umgewandelt wurde. 1928 wurde er Generaldirektor der Großkraftwerk Stettin AG.
Mayer war außerdem Geschäftsführer der Öffentlichen Werkbetriebe der Stadt Stettin GmbH, Vorstand der Stettiner Volksbad AG, Aufsichtsratsvorsitzender der Stettiner Straßen-Eisenbahn-Gesellschaft, stellvertretender Aufsichtsratsvorsitzender der Stettiner Papier- und Pappenfabrik, Aufsichtsratsmitglied der Städtischen Werke AG in Stettin, der Stettiner Elektrizitätswerke, der Stettiner Dampfer-Compagnie AG, der Stettiner Hafengesellschaft GmbH, der Stettiner Hafen-Elektrizitäts-Werk GmbH sowie weiterer Unternehmen innerhalb und außerhalb Stettins.
Zudem war er von 1921 bis 1924 Vorsitzender der Vereinigung der Elektrizitätswerke in Berlin. Von September bis Dezember 1926 verhandelte er in New York City mit dem Bankhaus Harris, Forbis & Co. eine Anleihe über 3 Millionen US-Dollar für die Öffentlichen Werkbetriebe der Stadt Stettin. Er war weiterhin Aufsichtsratsvorsitzender des Wirtschaftsverbands der Elektrizitätswerke eGmbH in Berlin und Mitglied zahlreicher technischer und wirtschaftlicher Deputationen.
Seit 1916 gehörte er als Stadtrat dem Magistrat der Stadt Stettin an.

## Auszeichnungen
- Dr.-Ing. E. h. der Technischen Hochschule Darmstadt, 1924

## Schriften
- Die Stettiner Versorgungsbetriebe und ihre wirtschaftliche Bedeutung, 1934
- Die Versorgungsbetriebe Deutschlands im Spiegel der Statistik unter besonderer Berücksichtigung ihrer Bedeutung für Stettin, 1936